# Pistoia Basket 2000
L'A.S. Pistoia Basket 2000, nota per motivi di sponsorizzazione come Estra Pistoia  è la principale società di pallacanestro maschile di Pistoia che disputa il campionato di Serie A2 e gioca le sue partite interne al PalaCarrara. I colori sociali sono il bianco e il rosso.

## Storia
Dopo la scomparsa dell'Olimpia Basket Pistoia, la quale aveva dismesso l'attività nell'estate del 1999 a seguito della retrocessione in A2, nel luglio del 2000 nacque una nuova società con il nome di A.S. Pistoia Basket 2000, a seguito di una fusione tra il Samarkanda Pistoia Basket (una formazione minore cittadina esistente dal 1984 e attiva soprattutto a livello giovanile ma dotatasi da fine anni 1980 anche di una squadra senior militante nei campionati regionali toscani) e lo Spartaco Basket Castenaso.
Ripartita dalla B2, già nella sua seconda stagione di vita (2001-02) raggiunse la promozione in B1. Dopo cinque anni di B1 il Pistoia Basket2000, nella stagione 2006-07, ottenne la promozione in Legadue vincendo peraltro il titolo italiano dilettanti contro Veroli Basket anch'essa promossa quest'anno in Legadue.
Il primo presidente della società (dal 2000 al 2002) fu Giorgio Gemignani, ex presidente del Samarkanda, ma i veri artefici dell'operazione di rinascita del basket a Pistoia (che puntava a dare vita ad un nuovo soggetto che di fatto ereditasse la tradizione sportiva dell'Olimpia) furono coloro che erano stati i massimi dirigenti dell'Olimpia, vale a dire Piero Becciani e Mario Carrara.

### Campionato 2006-07
In questa stagione il Pistoia Basket 2000 (sponsorizzato PowerDry), ha terminato la stagione regolare al 2º posto nel girone B del campionato di B1, nonostante diversi problemi iniziali, che hanno portato anche all'avvicendamento in panchina fra i coach Friso e Maurizio Lasi.
Nei playoff ha superato al primo turno la squadra di Cento (2-1 la serie, con la squadra impegnata in casa sempre vincente nelle tre partite).
In semifinale l'avversario è stata l'Assigeco Casalpusterlengo, del rivale storico Mario Boni (ex-S.C. Montecatini); dopo una serie di cinque incontri, Pistoia l'ha spuntata per 3-2 ottenendo così il pass per la finale promozione in Legadue. La finale si è conclusa sul 3-0 e il ritorno del Pistoia Legadue dopo otto anni.
Con la successiva vittoria nel doppio confronto con l'altra squadra promossa in Legadue (Veroli) la PowerDry si è anche aggiudicata il titolo di Campione d'Italia Dilettanti 2006-07.

### Campionato 2007-08
Costruita sulla stessa ossatura del roster precedente (in biancorosso rimangono Bertolazzi, Zaccariello, Toppo, Chiaramello, Modica e Baroncelli), la squadra sponsorizzata Carmatic ha un avvio stentato. Ma dopo quattro sconfitte consecutive, il gruppo di coach Maurizio Lasi inizia a ingranare, grazie anche alle ottime prestazioni della coppia di statunitensi formata da Boo Davis ed Elton Tyler. Grazie a un girone di ritorno di alto livello, soprattutto in casa, Pistoia riesce a chiudere il campionato al settimo posto, centrando l'accesso ai play-off con due giornate di anticipo rispetto al termine della regular season. Agli spareggi promozione, i biancorossi vengono eliminati dalla Pallacanestro Reggiana al primo turno con il punteggio di 3-1.

### Campionato 2008-09

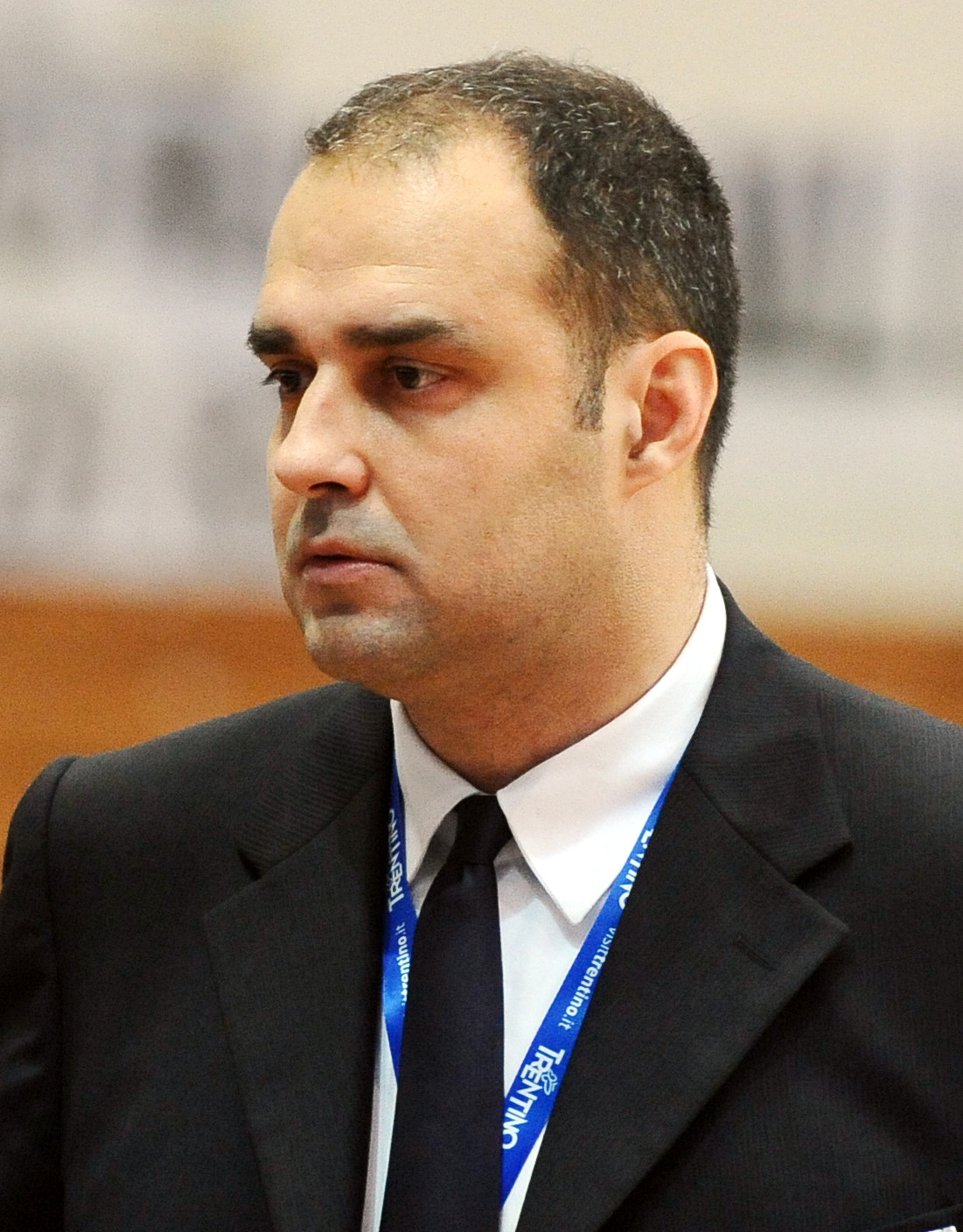
Paolo Moretti è stato allenatore dal 2009 al 2015

Dopo un'estate di grandi cambiamenti (uniche conferme quelle di Toppo, Rosselli, Tyler e Baroncelli), la squadra, affidata nuovamente a Maurizio Lasi ha un discreto avvio e pare in grado di confermare quanto di buono fatto al primo anno di Legadue. I problemi, personali prima e fisici poi, del play titolare Brent Lamar Darby, però, finiscono presto col condizionare il rendimento della squadra che, complici anche alcune scelte di mercato non propriamente azzeccate, scivola sempre più in basso in classifica, piombando addirittura in piena zona retrocessione. L'esonero a gennaio di Lasi, sostituito da Paolo Moretti e l'ingaggio di tre giocatori esperti come Jerry McCullough, Juan Marcos Casini e Sylvere Bryan permettono alla formazione biancorossa di risalire rapidamente la china e chiudere la stagione al 13º posto, con un rassicurante margine di sei punti sulla zona retrocessione.

### Campionato 2009-10
Confermato Paolo Moretti alla guida tecnica della squadra, la società pare intenzionata a consolidare la propria posizione nel campionato di Legadue. Ai confermati Toppo, Casini e Infanti, vengono affiancati giocatori di grosso calibro, come Tamar Slay, già protagonista in NBA con i New Jersey Nets, Martin Ringström e Matteo Canavesi, oltre a un giocatore emergente come Tony Skinn, proveniente dalla serie A francese. Il colpo a effetto però arriva a novembre, quando, a sorpresa, viene ingaggiato Gregor Fučka, giocatore simbolo nella storia del basket italiano. Dopo un girone di andata esaltante, che porta i biancorossi a sfiorare l'ingresso nelle final four di Coppa Italia, i risultati subiscono un'improvvisa flessione nella seconda parte di stagione, cosicché, al termine della regular season, la squadra si classifica appena all'8º posto, ultimo utile per disputare i play-off promozione. L'avventura agli spareggi per il salto nel massimo campionato dura lo spazio di quattro partite: i biancorossi vengono infatti estromessi dalla Dinamo Sassari, che verrà poi promossa in serie A, con il punteggio di 3-1.

### Campionato 2010-11
Dopo un campionato economicamente assai dispendioso, ripagato da risultati non certo esaltanti, la società riparte con un profilo decisamente più modesto. Paolo Moretti è confermato alla guida della squadra, ma perde quasi tutti i pezzi pregiati del proprio roster, con l'eccezione del capitano Fiorello Toppo e di Gregor Fučka. La coppia di americani è formata dal talentuoso ma bizzoso Joseph Forte, protagonista da diversi anni in Italia ed ex-giocatore di Boston Celtics e Seattle SuperSonics e dal giovanissimo Jarvis Varnado, giocatore di enorme solidità, appena uscito dal College con il record di miglior stoppatore di tutti i tempi. Sono loro le stelle indiscusse di una squadra giovane e numericamente ridotta, che, partita con un budget risicato e con l'obiettivo della salvezza, finisce per disputare un campionato eccellente, qualificandosi per la terza volta in quattro anni ai play-off promozione. I biancorossi finiscono eliminati al primo turno dalla corazzata Fastweb Casale Monferrato, poi promossa nel massimo campionato, ma vedono Jarvis Varnado premiato come miglior stoppatore nella storia del campionato di Legadue.

### Campionato 2011-12
La squadra disputa un campionato stupendo, grazie soprattutto alle prestazioni fornite dai due americani Dwight Hardy e Bobby Jones e al grande cuore dei giocatori italiani. La squadra, sponsorizzata Giorgio Tesi Group, arriva fino alla finale play-off perdendo però 3-1 contro la corazzata del Basket Brindisi dopo una fenomenale cavalcata dove aveva battuto il Basket Veroli 3-1 e lo Scafati Basket per 3-2. Dwight Hardy verrà nominato MVP del campionato.

### Campionato 2012-13: promozione in Serie A
La squadra viene rimodellata completamente con tutti i giocatori della passata stagione che hanno cambiato squadra tranne Lorenzo Saccaggi, Giacomo Galanda e Fiorello Toppo; la squadra acquisisce giocatori di esperienza e un americano (Antonio Graves) proveniente da varie esperienze in Europa, anche disputando l'Eurocup con il Galatasaray.
La stagione inizia con un po' di dubbi da parte dei tifosi pistoiesi, smentiti prontamente dalle prestazioni della squadra: finale di Final Four persa contro Aquila Basket Trento e secondo posto in regular season, dopo averla dominata dall'inizio. Durante la stagione c'è l'aggiunta al roster di Roberto Rullo e due partite prima dei play-off di Diego Fajardo.
La squadra batte lo Scafati Basket in quattro gare, successivamente batte la Junior Libertas Pallacanestro sempre in quattro gare.
La finale vede Pistoia trionfare in cinque gare contro il Basket Brescia: vincendo le prime due in casa per 65-60 e 58-56, e perdendo le successive due gare a Brescia 70-55 e 73-62; il sogno viene realizzato il 22 giugno 2013 con la vittoria in gara-5 al PalaCarrara 60-47 grazie a una super difesa nel primo e nel quarto periodo.

### Campionato 2013-14: prima partecipazione ai play-off scudetto
Il basket pistoiese torna in serie A 14 anni dopo la sua ultima apparizione. In rosa figurano tra gli altri: Wanamaker, JJ Johnson, Ed Daniel, Deron Washington, Gibson, Galanda. Cinque vittorie consecutive nel finale di campionato consentono al Pistoia Basket di accedere ai playoff scudetto. La squadra verrà eliminata al primo turno in gara-5 dall'EmporioArmani Milano; a fine partita Galanda annuncia il ritiro dal basket giocato.

### Campionato 2014-15
Il secondo anno di serie A è contraddistinto da una radicale trasformazione della squadra. Della precedente squadra infatti non rimane nessuno e l'unico giocatore a conoscere l'ambiente è Ariel Filloy che ritorna a Pistoia dopo la positiva annata in LegaDue. Gli elementi più importanti sono Linton Johnson, grazie al suo passato in NBA, e Daniele Cinciarini che arriva a Pistoia dopo l'annata sfortunata a Montegranaro. Gli altri giocatori del roster sono Ariel Filloy, Daniele Magro, C. J. Williams, Landon Milbourne, Gilbert Brown, Langston Hall, e i giovani Luca Severini, Tommaso Bianchi, Martino Mastellari. Successivamente al taglio del presuntuoso e poco redditizio Johnson Pistoia inserisce al roster Valerio Amoroso e Tony Easley. La stagione, seppur ampiamente positiva, non sarà all'altezza della precedente (soprattutto saranno parecchie le sconfitte casalinghe) e si concluderà con un nono posto, a ridosso della zona play-off.

### Campionato 2015-16: 6º posto in regular season e prima partecipazione alle Final Eight di Coppa Italia
Il 13 giugno 2015, in una conferenza stampa congiunta, la società biancorossa ha comunicato il divorzio dall'allenatore Paolo Moretti dopo sei stagioni e mezzo. Al suo posto è stato ingaggiato Vincenzo Esposito. La stagione si riapre con la conferma del capitano Ariel Filloy, l'inserimento di Michele Antonutti, del promettente Eric Lombardi e del giovane di belle speranze Severini. Il primo americano a essere firmato è l'ala grande rookie Marcus Thornton uscente dall'università della Georgia. In seguito vengono ingaggiati la guardia Preston Knowles e il playmaker ex Caserta Ronald Moore. Gli ultimi due colpi di mercato vengono assestati ad agosto, con l'ingaggio del centro proveniente dall'Università del New Mexico Alex Kirk e dell'ala piccola proveniente da Louisville (con cui ha vinto il titolo NCAA nel 2013) Wayne Blackshear. A seguito dell'infortunio di Thornton viene preso inizialmente a gettone il polacco Olek Czyz, a cui verrà proposto con successo un rinnovo fino a giugno a causa di un ulteriore infortunio di Marcus. La stagione parte brillantemente, con un parziale iniziale di vittorie di 4-0 ottenute rispettivamente con le ostiche Brindisi, Pesaro, Trento e Avellino, che proietta la società toscana per la prima volta nella sua storia al vertice solitario della classifica del massimo campionato italiano. La prima sconfitta arriva alla quinta giornata, contro Milano al forum d'Assago, ma il cammino pistoiese riprende subito con la vittoria interna contro Cantù.
Classificatasi al sesto posto nella regular season, viene eliminata nei quarti di finale dei play off da Avellino per 3 a 0.

### Campionato 2016-17
Con l'inizio della stagione 2016-17, la società toscana vede tra le sue file la riconferma di Moore, Antonutti, Lombardi e il ritorno di Daniele Magro dopo l'anno passato nel capoluogo lombardo. Arrivano inoltre i rookies Nathan Boothe, Terran Petteway e Corey Hawkins e da Brindisi la guardia italiana David Cournooh.
Durante l'annata ci sono diversi cambi di giocatori: a Pistoia arriva il centro azzurro Andrea Crosariol che disputa probabilmente il suo miglior campionato in Serie A. Annata molto positiva per la The Flexx Pistoia che conclude la regular season con un brillante settimo posto, con la qualificazione ai play off dove viene eliminata nei quarti di finale dalla Reyer Venezia che poi sarà la vincitrice dello scudetto.
Il 20 novembre 2016 Terran Petteway, con i suoi 43 punti contro Trento, stabilisce il nuovo record societario di punti fatti da un singolo giocatore in una partita, record precedentemente detenuto da JaJuan Johnson.

### Campionato 2017-2018
La stagione 2017/2018 è la terza con Vincenzo Esposito sulla panchina della The Flexx Pistoia. Con lui rimangono in città Ronald Moore, alla terza stagione a Pistoia e nuovo capitano della squadra, e Daniele Magro. Squadra formata da giovani italiani promettenti come Fabio Mian, Raphael Gaspardo, Tommaso Laquintana e il pistoiese Doc Gianluca Della Rosa, i rookies Jaylen Bond e Markus Kennedy e dal fresco vincitore dello scudetto in maglia Reyer Venezia Tyrus Mcgee. Un'annata piena di problemi sia fisici sia di rendimento che vede la The Flexx Pistoia salvarsi e finire il campionato in 13ª posizione grazie anche all'arrivo in stagione in corso di Dejan Ivanov.

### Campionato 2018-2019
La stagione vede il cambio di main sponsor che passa da The Flexx a OriOra. In panchina dopo tre stagioni non siede più Vincenzo Esposito e arriva il livornese Alessandro Ramagli. Il roster è totalmente rinnovato, nel quale Pistoia punta sui giovani italiani in rampa di lancio come Riccardo Bolpin, Luca Severini, Matteo Martini e Gianluca Della Rosa. Arriva da Venezia Dominique Johnson, il play Kerron Johnson, Patrik Auda, Ousman Krubally e il rookie L.J. Peak.
Un'annata di grande sofferenza per Pistoia, tanti cambi nel roster, cambio in panchina nel finale di stagione con il ritorno di Paolo Moretti, ma la OriOra rimane sempre nelle ultime posizioni insieme a Torino, Reggio Emilia e Pesaro. La classifica alla fine dice 16º posto e retrocessione in Serie A2 ma i problemi societari che colpiscono l'Auxilium Torino comportano otto punti di penalizzazione per i piemontesi e ciò e fa sì che Pistoia rimanga nel campionato di Serie A.

### Campionato 2019-2020: COVID-19 e auto-retrocessione in A2
La stagione 2019/2020 è una stagione di cambiamenti in casa Pistoia Basket 2000 sia a livello societario sia a livello tecnico. Per il secondo anno il main sponsor è OriOra mentre sulla panchina arriva da Biella il giovane Michele Carrea. Della stagione precedente rimane il solo Gianluca Della Rosa, che ha terminato il campionato precedente da capitano della squadra; arriva un altro pistoiese Lorenzo D'Ercole, e gli altri italiani Aristide Landi, Andrea Quarisa e Carl Wheatle. Da Cagliari ecco Justin Johnson, arriva il veterano Zabian Dowdell in cabina di regia, la guardia Jean Salumu il centro australiano Angus Brandt e dopo due stagioni torna in biancorosso Terran Petteway. Nel mercato di gennaio Dowdell verrà sostituito dall'ex comboguard di Cantù Randy Culpepper.
Dopo una partenza stentata la squadra ha avuto una ripresa dalla seconda metà del girone di andata, che le ha consentito di totalizzare sette vittore e di raggiungere il terzultimo posto (piazzamento finale vista la definitiva sospensione del campionato il 7 aprile 2020 complice la pandemia di COVID-19). Il 15 giugno 2020 la società comunica ufficialmente alla FIP l'irrevocabile rinuncia a partecipare al campionato di serie A1 nella stagione 2020-2021 e contestualmente chiede di riposizionarsi nel campionato di serie A2.

### Campionato 2020-2021
La stagione del ritorno in A2 causa autoretrocessione vede una squadra che rispetto alla stagione precedente conferma coach Michele Carrea, il capitano Gianluca Della Rosa e Carl Wheatle. Tra i nuovi innesti da segnalare il ritorno di Lorenzo Saccaggi, il centro Mitchell Poletti, l'ala DeShawn Sims e il giovane estone Joonas Riisma. Stagione piuttosto incolore per Pistoia (nuovamento sponsorizzata Giorgio Tesi Group), che dovrà peraltro giocare molte partite stagionali al PalaTerme causa lavori di restauro del PalaCarrara. Inoltre l'intera stagione sarà disputata a porte chiuse a causa della Pandemia-Covid 19. Alla fine sarà nono posto ed eliminazione al primo turno playoff contro Napoli Basket, con un secco 3-0. Al termine dell'annata le strade tra la società e Carrea si separano, in quanto il coach decide di uscire dal contratto per accasarsi a Treviglio.

### Campionato 2021-2022
La squadra si presenta ai nastri di partenza con un nuovo coach: il giovane e ambizioso Nicola Brienza, alla sua prima esperienza in A2. Oltre ai confermati Della Rosa, Saccaggi, Wheatle, Del Chiaro e Riisma e al ritorno,dopo 3 anni, di Daniele Magro, del roster fanno parte gli americani Jazz Johnson e Daniel Utomi. La stagione parte con il botto con la conquista della Supercoppa di A2 in finale contro la Blu Basket Treviglio allenata dall'ex Carrea. La squadra disputa un'ottima annata arrivando fino alla semifinale playoff, dove verrà sconfitta per 3-2 da Scaligera Basket Verona allenata da un altro ex, Alessandro Ramagli.

### Campionato 2022-2023: il ritorno in Serie A
La squadra, dopo la buona stagione precedente, riparte sotto la guida di Nicola Brienza. Rispetto all' annata passata vengono confermati Della Rosa, Saccaggi, Wheatle, Magro e Del Chiaro, supportati dal talentuoso americano Jordon Varnado, da Zach Copeland e dai gregari Matteo Pollone, Gabriele Benetti (giunto a stagione in corso) e Gregorio Allinei. La squadra parte senza un particolare credito in quanto gli addetti ai lavori la vedono nettamente dietro rispetto ad altre compagini, come la Pallacanestro Cantù, la Vanoli Cremona, l'Amici Pall. Udinese, la Fortitudo Bologna e la Blu Basket Treviglio. Dopo una regular season conclusa al terzo posto e una fase a orologio non entusiasmante (che porterà Pistoia come terza testa di serie nel tabellone argento) è ai playoff che si compie il capolavoro : eliminata senza troppi patemi nei quarti l'U.C.C. chiudendo la serie sul 3-1, in semifinale i biancorossi si trovano contro la corazzata Pallacanestro Cantù, allenata dall'ex ct Romeo Sacchetti. Dopo aver perso entrambe le partite in terra lombarda, inizia una sensazionale rimonta : vengono vinte entrambe le gare disputate al PalaCarrara (rispettivamente con il punteggio di 73-69 e 80-77) e in gara 5, disputata a Casale Monferrato causa squalifica del Paladesio dopo un primo tempo di marca canturina nella ripresa la partita prende la via di Pistoia: 75-67 il risultato e finale conquistata contro il Basket Torino, che viene battuto senza troppi problemi sia in gara1 che in gara2 al PalaCarrara (Pistoia aveva il fattore campo a favore contro i piemontesi). Dopo una gara3 vinta da Torino, in gara4 i toscani espugnano il PalaRuffini con il punteggio di 73-61 e conquistano nuovamente la Serie A dopo l'autoretrocessione di tre anni prima.

## Allenatori e presidenti
- 2000-2001:  Enrico Fabbri
- 2001:  Mario De Sisti
- 2001-2002:  Franco Morini
- 2002-2003:  Fabio Bongi
- 2003-2005:  Giovanni Papini
- 2005-2007:  Massimo Friso
- 2007-2009:  Maurizio Lasi
- 2009-2015:  Paolo Moretti
- 2015-2018:  Vincenzo Esposito
- 2018-2019:  Alessandro Ramagli
- 2019:  Paolo Moretti
- 2019-2021:  Michele Carrea
- 2021-2024:  Nicola Brienza
- luglio-novembre 2024:  Dante Calabria
- novembre-dicembre 2024:  Zare Markovski
- 2025-:  Gašper Okorn

- 2000-2002:  Giorgio Gemignani
- 2002-2005:  Giampiero Giusti
- 2005-2018:  Roberto Maltinti
- 2018-2024:  Massimo Capecchi
- 2024-marzo 2025:  Ron Rowan
- marzo 2025-:  Joseph Mark David

## Roster 2024-2025
Aggiornato al 28 febbraio 2025
| Pistoia Basket 2000 2024-2025 | Pistoia Basket 2000 2024-2025 |
| Giocatori                     | Staff tecnico                 |
| ----------------------------- | ----------------------------- |

| N. | Naz.                   | Ruolo | Nome                    | Anno | Alt.   | Peso   |  |
| -- | ---------------------- | ----- | ----------------------- | ---- | ------ | ------ |  |
| 0  | Italia (bandiera)      | A     | Gabriele Benetti        | 1995 | 200 cm | 91 kg  |  |
| 2  | Italia (bandiera)      | P     | Gianluca Della Rosa (C) | 1996 | 180 cm | 73 kg  |  |
| 4  | Italia (bandiera)      | A     | Marco Ceron             | 1992 | 195 cm | 100 kg |  |
| 5  | Stati Uniti (bandiera) | A     | Eric Paschall           | 1996 | 198 cm | 105 kg |  |
| 10 | Stati Uniti (bandiera) | C     | Derek Cooke             | 1991 | 206 cm | 105 kg |  |
| 11 | Stati Uniti (bandiera) | P     | Michael Forrest         | 1999 | 185 cm | 79 kg  |  |
| 12 | Italia (bandiera)      | P     | Alfredo Boglio          | 2003 | 190 cm | 77 kg  |  |
| 15 | Italia (bandiera)      | P     | Lorenzo Saccaggi        | 1992 | 189 cm | 87 kg  |  |
| 33 | Stati Uniti (bandiera) | G     | Kadeem Allen            | 1993 | 185 cm | 91 kg  |  |
| 70 | Ungheria (bandiera)    | A     | Vincent Valerio-Bodon   | 2001 | 206 cm | 95 kg  |  |
|    | Estonia (bandiera)     |       | Tormi Metsla            | 2005 |        |        |  |
|    | Italia (bandiera)      |       | Mattia Farinon          | 2005 |        |        |  |
|    | Italia (bandiera)      |       | Leonardo Cemmi          | 2005 |        |        |  |
|    | Italia (bandiera)      |       | Federico Stoch          | 2006 |        |        |  |
|    | Italia (bandiera)      |       | Tommaso Biagini         | 2006 |        |        |  |

| Allenatore                                                                                          |
| - Gašper Okorn                                                                                      |
| Assistente/i                                                                                        |
| - Tommaso Della Rosa - Giuseppe Valerio Legenda - (C) Capitano - (IN) Inattivo - Infortunato Roster |

## Staff tecnico
- Capo allenatore: Tommaso Della Rosa
- Assistenti allenatore: Giuseppe Valerio, Eduardo Perrotta
- Preparatore atletico: Luca Tasselli.
- Assistente preparatore atletico: Rachele Chiappelli
- Medico sociale: Edoardo Cantilena, Roberto Barbieri
- Fisioterapista: Leonardo Natali

## Statistiche

### Partecipazione ai campionati
| Livello | Categoria            | Partecipazioni | Esordio   | Ultima stagione | Totale |
| 1°      | Serie A              | 9              | 2013-2014 | 2024-2025       | 9      |
| 2°      | Legadue              | 6              | 2007-2008 | 2012-2013       | 9      |
| 2°      | Serie A2             | 3              | 2020-2021 | 2022-2023       | 9      |
| 3°      | Serie B d'Eccellenza | 5              | 2002-2003 | 2006-2007       | 5      |
| 4°      | Serie B2             | 2              | 2000-2001 | 2001-2002       | 2      |

### Partecipazione alle coppe nazionali
| Competizione            | Partecipazioni | Esordio   | Ultima stagione | Totale |
| Coppa Italia            | 2              | 2016      | 2024            | 12     |
| Coppa Italia LNP        | 4              | 2000-2001 | 2022-2023       | 12     |
| Coppa Italia di Legadue | 3              | 2010-2011 | 2012-2013       | 12     |
| Supercoppa LNP          | 3              | 2020      | 2022            | 12     |

### Presenze in prima squadra (tra parentesi le stagioni in prima squadra)
(aggiornato al 10/01/2024)
| Giocatore            | Presenze | Stagioni                                                                                              |
| -------------------- | -------- | --- |
| Fiorello Toppo       | 301      | 9 (2002-2003, 2005-2006, 2006-2007, 2007-2008, 2008-2009, 2009-2010, 2010-2011, 2011-2012, 2012-2013) |
| Lorenzo Saccaggi     | 251      | 8 (2009-2010, 2010-2011, 2011-2012, 2012-2013, 2020-2021, 2021-2022, 2022-2023, 2023-2024)            |
| Gianluca Della Rosa  | 239      | 8 (2012-2013, 2017-2018, 2018-2019, 2019-2020, 2020-2021, 2021-2022, 2022-2023, 2023-2024)            |
| Leonardo Zaccariello | 165      | 3 (2002-2003, 2005-2006, 2006-2007)                                                                   |
| Carl Wheatle         | 150      | 5 (2019-2020, 2020-2021, 2021-2022, 2022-2023, 2023-2024)                                             |
| Matteo Bertolazzi    | 146      | 3 (2004-2005, 2005-2006, 2006-2007)                                                                   |
| Daniele Magro        | 146      | 5 (2014-2015, 2016-2017, 2017-2018, 2021-2022, 2022-2023)                                             |
| Angelo Del Chiaro    | 107      | 4 (2020-2021, 2021-2022, 2022-2023, 2023-2024)                                                        |

In grassetto i giocatori ancora in attività.

### Marcatori in campionato
(aggiornato al 20/10/2014)
| Giocatore            | Punti |
| -------------------- | ----- |
| Fiorello Toppo       | 2762  |
| Leonardo Zaccariello | 1768  |
| Matteo Bertolazzi    | 1416  |

## Palmarès
- Legadue: 1

2013

• Serie A2: 1
2023
- Campionato italiano dilettanti: 1

2007
- Supercoppa LNP: 1

2021

## Tifoseria[7]
Nel 2002, il Pistoia Basket 2000, impegnato nel campionato di B1, inizia a essere seguito dal neonato gruppo ultras dei Red Devils, il cui ambizioso obiettivo è riportare entusiasmo nella comunità cestistica cittadina. La squadra, nel corso delle stagioni, viene spesso inserita nei gironi meridionali, affrontando trasferte impegnative in ambienti particolarmente caldi. In questi anni si sviluppa un gemellaggio con la tifoseria di Cento.
Nella stagione 2007/08 viene disputato nuovamente in Legadue il derby contro Montecatini, mentre a inizio 2009 i Red Devils si sciolgono. Il 14 febbraio 2009 nasce un nuovo gruppo organizzato, la Baraonda Biancorossa, con l’obiettivo di non lasciare senza tifo né la curva né la squadra in una stagione complessa come quella 2008/09.
La stagione 2013/14 segna l’esordio assoluto del Pistoia Basket nella massima serie, dove la squadra affronta nuovamente le storiche rivali Siena (per una sola stagione) e Virtus Bologna. Negli anni successivi, la Baraonda Biancorossa si afferma come una delle tifoserie cestistiche più numerose e appassionate d’Italia, grazie all’attaccamento alla squadra, alle coreografie di grande impatto, alle numerose iniziative e alle trasferte sempre molto partecipate, con veri e propri esodi verso città come Bologna o Milano.
In questo periodo viene rinsaldato il gemellaggio con la curva torinese, interrotto però nelle stagioni pre-Covid, soprattutto a causa dello scioglimento dei Rude Boys di Torino. Rimane invece accesa la rivalità con Cantù, gemellata con la tifoseria di Montecatini, storica avversaria campanilistica e protagonista di epiche stracittadine, a cui la Baraonda, per via della differenza di categoria nelle ultime stagioni, non ha ancora preso parte.
Nelle recenti stagioni di Serie A2 vengono riaffermati i rapporti di stima con la tifoseria centese, mentre si consolidano le rivalità con Forlì e Scafati. A luglio 2024 viene ufficializzato il gemellaggio tra le tifoserie di Pistoia e Cento.
Gemellaggi:
Benedetto XIV Cento
Ex gemellaggi:
Auxilium Pallacanestro Torino
Rivalità:
Sporting Club Montecatini Terme
Pallacanestro Cantù
Pallacanestro Forlì 2.015
Virtus Pallacanestro Bologna
Scafati Basket
Pallacanestro Reggiana
Mens Sana Basketball Siena